# Josico
José Joaquín Moreno Verdú (né le 6 janvier 1975 à Hellín, province d'Albacete), connu sous le nom de Josico, est un footballeur espagnol.

## Biographie
Josico a commencé sa carrière à Albacete Balompié. Il joue 97 matchs dans cette équipe et inscrit 7 buts et est transféré en 1998 à UD Las Palmas. Josico joue 4 ans à UD Las Palmas durant les années 1998 et 2002.
Il part ensuite à Villarreal où il joue 6 ans. Il devient vice-capitaine, joue 204 fois et inscrit 7 buts sur ces 6 ans. Il joue un très grand rôle pour son équipe en coupe d'Europe et en championnat.
José Joaquín Moreno Verdú, va avec son équipe jusqu'en demi-finale de la Coupe UEFA en 2003-2004, mais aussi en quart de finale de la Coupe UEFA durant la saison 2004-05, et en demi-finale de Ligue des champions de l'UEFA durant la saison 2005-06.
Le vendredi 29 août 2008, il signe un contrat de deux ans avec le club du Fenerbahçe SK dans la salle de réunion de son stade Şükrü Saraçoğlu. Lors de sa signature, il dit : « Je termine mes beaux jours au Villareal. Maintenant je suis un joueur de Fenerbahçe. Je suis dans un beau club qui a de très grandes ambitions. C'est pour cela que je suis venu à Fenerbahçe. Je vais faire mon possible pour Fenerbahçe. Je vais tout faire pour gagner la ligue turque, Champions League sur le terrain du Sukru Saracoglu avec le numéro 16 et donner quelques passes ». Il joue son premier match avec Fenerbahçe SK contre Hacettepe.
En août 2009, il retourne dans son ancien club de l'UD Las Palmas pour y terminer sa carrière en 2011.

## Palmarès
- UD Las Palmas
  - Championnat de Segunda Division en 2000.
- Villarreal CF
  - Vainqueur de la Coupe Intertoto en 2003 et 2004.

## Carrière d'entraineur
- mai 2014-2014 :  UD Las Palmas
- nov. 2015-2016 :  Jumilla
- depuis mars 2017 :  Atlético Baleares